# هنریکو دروست
هنریکو دروست (انگلیسی: Henrico Drost؛ زادهٔ ۲۱ ژانویهٔ ۱۹۸۷) بازیکن فوتبال اهل پادشاهی هلند است.
از باشگاه‌هایی که در آن بازی کرده است می‌توان به باشگاه فوتبال فنلو، باشگاه فوتبال دی گرافشاپ، باشگاه ورزشی هیرنفین، باشگاه فوتبال اکسلسیور، باشگاه فوتبال والویک، و باشگاه فوتبال ناک بردا اشاره کرد.
وی همچنین در تیم‌های ملی فوتبال هلند و زیر ۲۱ سال هلند بازی کرده است.